# Yoania
Yoania is een geslacht van vier soorten uit de orchideeënfamilie, onderfamilie Epidendroideae.
Het geslacht komt voor in Noord-Azië.

## Naamgeving en etymologie
- Engels: Yoan Orchid

De geslachtsnaam Yoania is een eerbetoon aan Udagawa Yōan (1798-1846), een Japans botanicus, fysicus en botanisch tekenaar.

## Kenmerken
Yoania-soorten zijn terrestrische, blad- en bladgroenloze epiparasieten. De korte stengel draagt enkel een paar gesteelde schubben en een eindstandige, ijlbloemige bloemtros.
De bloemen zijn klein, wasachtig, met korte, concave kelk- en kroonbladen en een min of meer pantoffelvormige bloemlip met of zonder spoor. Het gynostemium is stevig, gevleugeld, met een korte voet, een eindstandige helmknop en vier afgeplat elliptische, wasachtige pollinia in twee paren.

## Taxonomie
Yoania wordt tegenwoordig samen met de geslachten Calypso en Corallorhiza en nog enkele ander tot de tribus Calypsoeae gerekend.
Het geslacht telt vier soorten. De typesoort is Y. japonica.
- Yoania amagiensis Nakai & F. Maek. (1931)
- Yoania flava K. Inoue & T. Yukawa (2002)
- Yoania japonica Maxim.  (1873)
- Yoania prainii King & Pantl. (1898)

Geslachten: Aplectrum · Calypso · Changnienia · Corallorhiza · Cremastra · Dactylostalix · (Didiciea) · Ephippianthus · Govenia · Oreorchis · Tipularia · Yoania · Wullschlaegelia